# Pueraria sikkimensis
Pueraria sikkimensis är en ärtväxtart som beskrevs av David Prain. Pueraria sikkimensis ingår i släktet Pueraria och familjen ärtväxter. Inga underarter finns listade i Catalogue of Life.